# Tiều Chu
Tiều Chu (giản thể: 谯周; phồn thể: 譙周; 199 – 270), tự là Doãn Nam (允南), là một nho sĩ và đại thần của nhà Quý Hán thời Tam Quốc trong lịch sử Trung Quốc.
Ông là thầy dạy học của Trần Thọ, tác giả bộ sử Tam quốc chí.

## Tiểu sử
Tiều Chu quê quán ở Tây Sung, Ba Tây, được mô tả là người cao tám thước, tướng mạo mộc mạc giản dị. Ông mồ côi cha từ nhỏ, gia cảnh thanh bần, sống với mẹ và anh. Tiều Chu học hành chăm chỉ, kiến thức uyên bác, giỏi văn thơ, có biết thiên văn nhưng không chuyên sâu, tính cách khiêm nhường chân thành, không biết biện bác nhanh nhạy. Khi Tiều Chu gặp Gia Cát Lượng lần đầu, cách cư xử mộc mạc của ông khiến những người xung quanh đều bật cười, Gia Cát Lượng cũng nói "Ta ngồi trên còn không nhịn nổi, huống chi tả hữu."
Gia Cát Lượng làm Thừa tướng chấp chính Thục Hán, đặt ra chức Khuyến học Tòng sự, người giữ chức này là Tiều Chu. Khi Tưởng Uyển cầm quyền, lại bổ nhiệm Tiều Chu làm Điển học Tòng sự, đứng đầu việc học của cả Ích Châu. Hậu Chủ Lưu Thiện khi lập Thái tử, lấy Tiều Chu làm quan Bộc, sau làm chức Giả Lệnh. Sau đó Tiều Chu được thăng làm Quang Lộc Đại phu, ngôi vị chỉ dưới Cửu Khanh, nhưng ông ít tham gia chính sự chỉ lấy việc thực hành nề nếp mà xây phép tắc. Khi được nhờ vả, ông hay viện dẫn kinh sách ra để "tư vấn", thường cho ra kết quả tốt.
Năm 234, Gia Cát Lượng bệnh mất trong quân ở gò Ngũ Trượng. Tiều Chu tức tốc chạy ra tiền tuyến để lo việc tang lễ. Sau khi Gia Cát Lượng mất, Hậu Chủ Lưu Thiện thích đi chơi hưởng lạc, Tiều Chu dâng sớ can ngăn, khuyên Hậu Chủ bớt việc chơi bời lãng phí, thực hành tiết kiệm, tu sửa đạo đức.
Nước Thục Hán thường xuyên Bắc phạt đánh Tào Ngụy, Tiều Chu cũng lên tiếng phản đối.
Năm 263, tướng Ngụy là Chung Hội và Đặng Ngải đánh Thục. Đặng Ngải tập kích theo đường Âm Bình, nước Thục do tin tức không chính xác nên không kịp phòng bị. Thành Đô hoảng loạn, có người bàn nên lưu vong sang Đông Ngô, hoặc chạy xuống Nam Trung tiếp tục chiến đấu. Tiều Chu lại bàn là nên đầu hàng. Cuối cùng Hậu Chủ nghe theo Chu mà hàng Ngụy.
Tấn vương Tư Mã Chiêu biết Tiều Chu thuyết phục Thục Hán đầu hàng, phong Chu làm Dương Thành Đình Hầu, lại còn mời ông ra Bắc, nhưng khi đến Hán Trung thì Tiều Chu ốm nặng không đi được. Tư Mã Viêm soán ngôi Ngụy, lên ngôi Tấn Đế, lại viết thư thúc giục, đến năm 269 thì Tiều Chu cũng đến được Lạc Dương, được phong chức Kỵ Đô úy. Tuy nhiên lúc này Tiều Chu vẫn còn mang bệnh, lại cảm thấy mình không có công lao, nên xin trả lại hết đất phong và chức tước. Tấn Đế không theo.
Năm 270, Tiều Chu bệnh mất. Trước khi chết ông căn dặn khi táng dùng loại quan tài nhẹ vì khi chuyển xác về quê phải đi qua đường hiểm trở, còn triều đình có ban tặng triều phục, áo quần đồ đạc thì Tiều Chu không nhận.
Tiều Chu là tác giả của các tài liệu như Soạn Định Pháp Huấn, Ngũ Kinh luận, Cổ Sử Khảo... tổng cộng hơn 100 thiên.
Con út của Tiều Chu là Tiều Đồng, được bổ nhiệm làm Đông Cung Tẩy Mã nhưng không nhận. Con trưởng của Tiều Chu là Tiều Hi, có cháu là Tiều Tú, không ra làm quan, sống ẩn dật, sau mất ở Đãng Cừ thuộc Xuyên Trung.

## Nghi án "bán nước"
Nhận xét về quan điểm đầu hàng của Tiều Chu, Trần Thọ trong Tam quốc chí viết "Họ Lưu khỏi phải ưu tư, một nước được nhờ, đều do mưu của Chu cả." Trần Thọ viết sử trên lập trường của nhà Tây Tấn, lại còn là học trò cũ của Tiều Chu, đương nhiên là phải nói tốt cho Tiều Chu. Nhưng các sử gia đứng trên lập trường khác như Tôn Xước, Tôn Thịnh thì gay gắt phê phán việc Tiều Chu "bán nước", Tôn Thịnh còn chỉ trích Tiều Chu là "nô thần".
Dịch Trung Thiên nhận định rằng việc Tiều Chu "bán nước" cho Tào Nguỵ là do lập trường chính trị từ lâu đã khác biệt. Tiều Chu đại diện cho sĩ tộc cường hào bản địa ở Ích Châu, từ lâu đã có ý muốn "bán nước" vì các lý do:
1. Sĩ tộc cường hào bản địa Ích Châu có mâu thuẫn với tầng lớp cầm quyền Lưu Chương, Lưu Yên trước đó và của Lưu Bị sau này, vốn chủ yếu là nhân sĩ đến từ bên ngoài. Gia Cát Lượng tuy có trọng dụng hiền tài, bổ dụng công bằng, cất nhắc nhiều người Ích Châu làm quan to và bản thân Lượng được sĩ tộc Ích Châu kính trọng, nhưng như vậy cũng chưa đủ để giải quyết tận gốc mâu thuẫn.
2. Gia Cát Lượng chấp pháp nghiêm minh, thưởng phạt công bằng, nhưng như vậy cũng là ức chế đặc quyền chính trị của sĩ tộc, không cho sĩ tộc dùng gia thế, quan hệ để thao túng quan trường. Trái lại, Tào Nguỵ và Tây Tấn thực hiện chế độ "cửu phẩm trung chính", cho phép quan lại địa phương tự tiến cử nhân sĩ tại chỗ, sau khi diệt Thục cũng thực hiện "người Thục trị Thục", "di dời" nhân sĩ ngoại lai về Lạc Dương. Điều này mang lại đặc quyền đặc lợi cho sĩ tộc cường hào Ích Châu.
3. Giới cầm quyền Thục liên tục phát động chiến tranh "Bắc phạt hưng Hán", tiêu tốn nhiều tiền của. Điều này, một mặt là gánh nặng kinh tế cho người dân nói chung, mặt khác động chạm đến lợi ích kinh tế của cường hào sĩ tộc, vì họ là đối tượng "moi tiền" của chính quyền Thục Hán.

Như vậy, khi Thục Hán mất nước, cường hào sĩ tộc Ích Châu cũng không phải mất tiền cho chiến tranh "Bắc phạt", lại được Tào Nguỵ bảo hộ đặc quyền chính trị. Họ rất hào hứng "bán nước" Thục cho Nguỵ.

## TrongTam quốc diễn nghĩa
Tiều Chu trong Tam quốc diễn nghĩa được miêu tả là người giỏi xem thiên văn khí tượng, được giữ chức Quang Lộc Đại phu ngay từ trước khi Lưu Bị xưng đế. Tiều Chu dựa trên kết quả quan sát thiên văn để ủng hộ Lưu Bị xưng đế, cũng như khuyên can Gia Cát Lượng hoãn việc Bắc phạt.